# Econocom
Ne doit pas être confondu avec Econome.
Vous pouvez aider à l'améliorer ou bien discuter des problèmes sur sa page de discussion.
- Il ne s’appuie pas, ou pas assez, sur des sources secondaires ou tertiaires. (Marqué depuis août 2021)
- Son texte doit être wikifié : il ne correspond pas à la mise en forme Wikipédia (style, typographie, liens internes, liens entre les wikis, etc.). (Marqué depuis août 2021)
- Son ton est trop promotionnel ou publicitaire, voire hagiographique. Le texte doit adopter un ton neutre et encyclopédique. (Marqué depuis février 2022)

- Archive Wikiwix
- Bing
- Cairn
- DuckDuckGo
- E. Universalis
- Gallica
- Google
- G. Books
- G. News
- G. Scholar
- Persée
- Qwant
- (zh) Baidu
- (ru) Yandex
- (wd) trouver des œuvres sur Wikidata

Econocom (anciennement Europe Computer Systèmes) est un groupe européen spécialisé dans les services liés à la transformation numérique créé en 1974 par Jean-Louis Bouchard .
Econocom compte en 2017 près de 8 200 salariés.

## Activités du groupe

### Secteurs d'activité du groupe
Econocom est présent dans les secteurs d’activités de l'éducation, de la santé, de l'industrie, de la vente de détail et de l'énergie.
Le groupe a plusieurs participation dans le secteur de l’e-éducation (participation au cluster EducAzur, ou prises de participation dans les start-ups Magic Makers, Histovery et Kartable). Le groupe est le prestataire attributaire du marché d'équipement des lycéennes et des lycéens en matériel nomade personnel pour l'opération lycées 4.0 de la Région Grand Est,.
Econocom accompagne également des entreprises industrielles en solutions numériques et matériels informatiques (aéronautique, automobile).
Les activités d’Econocom dans la santé relèvent de l’équipement informatique et de services numériques en milieu hospitalier : chambre connectée ou services aux patients (notamment depuis la prise de participation en 2016 dans l’entreprise Cineolia). En 2016, Econocom a obtenu l’agrément d’hébergeur de données de santé à caractère personnel, délivré par le Ministère de la Santé.
Dans le commerce de détail, le groupe propose différentes solutions numériques pour les lieux de vente : bornes et vitrines interactives, solutions de réalité augmentée.
En 2016, le lancement d’une entité consacrée à l’IoT, en partenariat avec Sigfox, élargit les services proposés par le groupe dans ces différents secteurs d’activité

## Histoire

### Les débuts
Le groupe Econocom est fondé en 1974 en France par Jean-Louis Bouchard, actuel Président, sous le nom d’Europe Computer Systèmes (ECS), et spécialisé dans la location de matériel informatique. En 1985, Jean-Louis Bouchard revend ses parts d’ECS France à la Société générale et rachète ses filiales étrangères pour les intégrer sous la marque Econocom, une PME américaine dont il vient de prendre le contrôle.
En 1986, Econocom Belgique entre au second marché de la bourse de Bruxelles. Le rachat d’Asystel Belgique en 1993 accentue la position du groupe dans la distribution informatique au Benelux. L’entreprise devient cotée au premier marché de la bourse de Bruxelles en 1996.
Le groupe s’implante en France cette même année, et il s’ensuit une OPE sur le groupe français Infopoint en 2000. Cette année est également marquée par l’entrée d’Econocom au second marché de la bourse de Paris et, signe la diversification du groupe, par la création d’Econocom Telecom Services.
En 2005, le groupe se recentre sur 5 pays européens (Belgique, France, Pays-Bas, Espagne et Italie). La filiale suisse est cédée, et les activités aux États-Unis sont arrêtées.
Début 2019, le groupe ouvre des bureaux sur le polygone scientifique de Grenoble.

### Acquisitions
Econocom fait l’acquisition de plusieurs autres entreprises dans les années 2000, permettant au groupe de développer ses activités : le spécialiste de gestion administrative et financière de parcs informatiques Comdisco-Promodata en 2002, Signal Service (distribution de télécommunications mobiles pour les entreprises) en 2004, l’activité entreprises d’Avenir Telecom en 2006, le pôle entreprise de The Phone House en 2007, le spécialiste du financement d’infrastructures informatiques Databail en 2008.
En 2010, Jean-Louis Bouchard rachète ECS, l’entreprise qu’il avait créée en 1974, à la Société Générale. Il la fusionne avec le groupe Econocom existant.
D’autres acquisitions ont lieu en 2012, poursuivant la stratégie de croissance externe du groupe : France Systèmes (premier revendeur d’Apple en France principalement présent dans l’éducation), Tactem (fournisseur de solutions de gestion de coûts télécoms), Cap Synergy (intégrateur spécialiste de la sécurité des réseaux), Ermestel (pionnier espagnol du marché de la virtualisation), et la prise dans Centix, spécialiste belge du cloud computing.
Le groupe exprime son intention de doubler son chiffre d’affaires dans son nouveau plan stratégique « Mutation 2013-2017 ».
Une des concrétisations de ce plan stratégique passe par l’acquisition d’Osiatis, entreprise de services aux infrastructures et spécialiste des applications connexes. La nouvelle entité comporte 8 300 collaborateurs, génère 2 milliards d’euros de chiffre d’affaires et est présente dans 19 pays.
En septembre 2017, Econocom fait l'acquisition de la société Biboard (logiciels de business Intelligence offrant la possibilité de partager et de visualiser en ligne des tableaux de bord de manière collaborative).
En  septembre 2020 le groupe se diversifie en rachetant la société française de remorquage de haute mer Les Abeilles (entreprise). La branche Econocom Buisiness Continuity devient indépendante et prend le nom de Jiliti, qui acquiert Trade Computer Service en 2023.

### Prises de participation
Le groupe décide de poursuivre sa croissance externe en prenant des participations dans des PME, lui permettant de développer son offre dans le numérique :
| Entreprise                                | Spécialité | Date d'acquisition ou prise de participation |
| ----------------------------------------- | --- | -------------------------------------------- |
| Exaprobe                                  | Intégrateur spécialisé dans la sécurité, les réseaux et les communications unifiées.                                         | Acquisition en 2013                          |
| Digital Dimension                         | Expert des solutions digitales pour les entreprises.                                                                         | Création en 2014                             |
| Rayonnance                                | Spécialiste des terminaux et applications metier mobiles                                                                     | Acquisition en 2014                          |
| Digital Security                          | Conseil, audit et expertise en sécurité - CERT consacré à la sécurité des objets connectés.                                  | Création en 2015                             |
| Bizmatica                                 | Business web et applications mobiles.                                                                                        | Prise de participation en 2015               |
| Caverin                                   | Solutions numériques multimédia.                                                                                             | Prise de participation en 2015               |
| Econocom Brésil (anciennement Interadapt) | Projets de conseil stratégique, de services managés et infogérance.                                                          | Prise de participation en 2015               |
| Helis                                     | Conseil stratégique, AMOA et direction de projets.                                                                           | Prise de participation en 2015               |
| Cineolia                                  | Services numériques auprès des patients en milieu hospitalier.                                                               | Prise de participation en 2016               |
| Asystel Italia                            | Conseil et infogérance d’infrastructures & cloud, sécurité et architectures applicatives.                                    | Prise de participation en 2016               |
| Infeeny                                   | Conseil et services en technologies Microsoft. En septembre 2016, MCNEXT intègre la marque Infeeny à la suite de son rachat. | Création en 2016                             |

Le groupe compte également trois start-up partenaires dans son écosystème : Kartable (plateforme scolaire d'apprentissage et de révisions), Magic Makers (ateliers de programmation créative pour enfants), et Histovery (solutions numériques de mise en valeur des sites culturels & musées).

### Historique de la marque et du logo

Logo d'Econocom, 1985
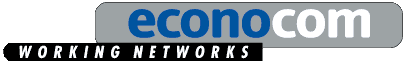
Logo d'Econocom, 1999
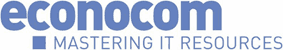
Logo d'Econocom, 2003
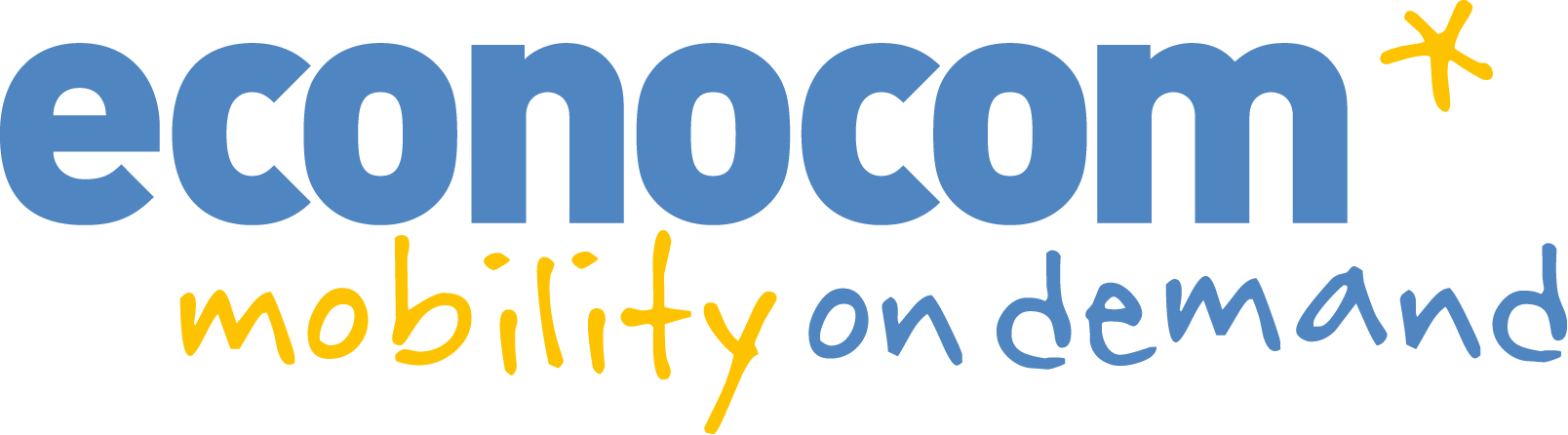
Logo d'Econocom, 2007
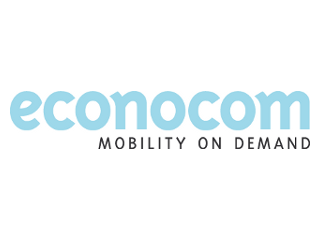
Logo d'Econocom, 2011
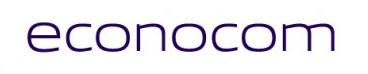
Logo Econocom, 2013

### Dirigeants
Le comité exécutif est composé en 2023 des membres suivants :
- Jean-Louis Bouchard, président-fondateur du groupe Econocom ;
- Angel Benguigui, directeur général chargé de l'international ;
- Philippe Goullioud, directeur général, activité Products & Solutions France ;
- Long Le Xuan, directeur général Services France ;
- Mathilde Saint Pol, directrice du Transverse TMF Groupe ;
- Patrick Van den Berg, directeur général Administratif et Financier ;
- Samira Draoua, directrice générale, activité Technology Management & Financing France.

## Actionnaires
Au 31 décembre 2021, le capital est réparti comme suit :
| Sociétés contrôlées par Jean-Louis Bouchard | 40,10 % |
| Public                                      | 43,12 % |
| Autodétention                               | 8,74 %  |
| Détention par les filiales de la Société    | 8,04 %  |